# Достык (Абайская область)
Достык (каз. Достық) — село в Жанасемейском районе Абайской области Казахстана. Входит в состав Достыкского сельского округа. Код КАТО — 632843200.

## Население
В 1999 году население села составляло 528 человек (270 мужчин и 258 женщин). По данным переписи 2009 года, в селе проживало 413 человек (224 мужчины и 189 женщин).